# دیوید گریگوری (تاریخ‌دان)
دیوید گریگوری (به انگلیسی: David Gregory) (متولد ۱۶۹۶ - درگذشت ۱۷۶۷) کشیش و دانش‌پژوه انگلیسی، رئیس کلیسای کریست آکسفورد و اولین استاد تاریخ مدرن (منصوب پادشاهی) بود.
او پسر دیوید گریگوری ریاضی‌دان (۱۶۶۱–۱۷۰۸) بود. دو سال پس از مرگ پدرش، گریگوری به عنوان پژوهشگر ملکه، در مدرسه وست‌مینستر به سال ۱۷۱۴ انتخاب شد؛ درست زمانی که او به عضو کلیسای کریست شده بود. او در ۸ مه ۱۷۱۸ لیسانسش را گرفت و در ۲۷ می ۱۷۲۱ فوق لیسانسش را در ۱۸ آوریل ۱۷۲۴، اولین پروفسور تاریخ و زبان‌های مدرن در آکسفورد شد.
گریگوری اشعار لاتین نوشته بود و در اشعار لاتیش در مورد مرگ پادشاه جرج یکم و جانشینی جرج دوم ابراز وفاداری کرده و سپس در مورد مرگ جرج دوم هم ابراز سوگواری کرده و جانشینی پادشاه جرج سوم را به او تبریک گفته است.